# Helene Heyckendorf
Helene Heyckendorf (* 15. November 1893 in Hamburg; † 21. April 1945 im KZ Neuengamme) war eine deutsche kommunistische Widerstandskämpferin und Opfer des Nationalsozialismus.

## Leben
Helene entstammte einer Hamburger Arbeiterfamilie. Nach dem Besuch der Volksschule erlernte sie den Beruf der Schneiderin. Sie trat in die Kommunistische Partei Deutschlands (KPD) ein. Ihr Ehemann Max Heyckendorf war Beamter der Hamburger Landesversicherungsanstalt. Beide gehörten zur Widerstandsgruppe „Bästlein-Jacob-Abshagen“, deren Mitglieder nach Kriegsbeginn Hilfe für ausländische Zwangsarbeiter leisteten, Aufklärungsarbeit zum tatsächlichen Kriegsverlauf organisierten und Sabotagehandlungen vornahmen. Als die Gestapo die Gruppe enttarnte, konnte sich Max Heyckendorf der Verhaftung durch Flucht entziehen. Statt seiner wurde Ehefrau Helene Heyckendorf in „Sippenhaft“ genommen und zusammen mit zwölf weiteren Frauen und 58 Männern bei einem sogenannten Verbrechen der Endphase im KZ Neuengamme ohne Gerichtsurteil gehenkt.

## Ehrungen
- 1946 brachte die VVN eine Gedenktafel für Helene Heyckendorf an ihrem Wohnhaus an. Die Tafel wurde von den Behörden wieder entfernt.[1]
- 1987 erhielt eine Straße im Hamburger Stadtteil Neuallermöhe den Namen „Helene-Heyckendorf-Kehre“.[2]
- An ihrer letzten Wohnadresse Hamburg-Eimsbüttel, Vereinsstrasse 59, verlegte der Aktionskünstler Gunter Demnig einen Stolperstein zu ihrem Gedenken.[3]